# Le Center
La ville de Le Center est le siège du comté de Le Sueur, dans l’État du Minnesota, aux États-Unis. Sa population s’élevait à 2 499 habitants lors du recensement de 2010, estimée à 2 445 habitants en 2016.